# Atrichopogon tritomus
Atrichopogon tritomus är en tvåvingeart som beskrevs av Jean-Jacques Kieffer 1919. Atrichopogon tritomus ingår i släktet Atrichopogon och familjen svidknott. Inga underarter finns listade i Catalogue of Life.